# Кандыба, Фёдор Андреевич
Фёдор Андреевич Канды́ба (год рождения неизвестен — до 1729) — государственный и военный деятель Войска Запорожского, корсунский полковник (с марта 1693).

## Биография
Один из самых выдающихся представителей рода конотопской казацкой старши́ны XVII—XVIII вв., а затем дворянского рода Кандыба.
В 1669—1672 и 1674—1675 годах — корсунский полковник, впоследствии — сотник Конотопский (с 1681—1689) и нежинский полковой обозный (1698 — июнь 1701).
Участник походов русского войска и запорожских казаков в период русско-турецкой войны 1672—1681 к городу Чигирин и Крымских походов против Крымского ханства в 1687 и 1689 годах.
Поддержал гетмана Ивана Мазепу. Гетман Мазепа, высоко ценя Ф. Кандыбу, предложил ему повышение — должность полкового обозного.
Фёдор Кандыба был образованным человеком, и некоторые историки, например, И. Крипяткевич, делали предположение, что автором «Летописи Самовидца», одного из важнейших исторических источников XVII века мог быть Ф. Кандыба.
Был женат Ефросинии Акимовне Горленко, дочери генерального судьи Войска Запорожского А. И. Горленко.
Отец Андрея Кандыбы (ум. 1730), государственного и военного деятеля Войска Запорожского, корсунского полковника.